# Johann Gottfried Höre
Johann Gottfried Höre (auch: Hoere, Horeius; * 27. Februar 1704 in Naumburg (Saale); † 8. März 1778 in Meißen) war ein deutscher Pädagoge.

## Leben
Der Sohn eines Drechslers, besuchte das Gymnasium seiner Heimatstadt. Er studierte seit dem 10. Oktober 1722 an der Universität Wittenberg, wo er sich unter anderem auch mit theologischen Fragen beschäftigte und sein strenges Lutherisches orthodoxes Meinungsbild festigte. Hier erwarb er am 17. Oktober 1724 den Grad eines Magisters der Philosophie, hielt Privatvorlesungen ab und konnte sich am 17. September 1736 die Vorleseerlaubnis, als Magister legens, für Hochschulen erwerben. Seinen Lebensunterhalt sicherte er sich als Kustos an der dortigen Universitätsbibliothek. Mit seiner Absicht, eine akademische Laufbahn zu verfolgen, hatte er jedoch in Wittenberg keine glückliche Hand. 
Daher nahm er 1731 ein Angebot als Rektor der Schule in Frankenhausen an, wechselte 1736 als Konrektor an  die Fürstenschule in Meißen und hatte es in jener Funktion unter anderem mit Gotthold Ephraim Lessing als Schüler zu tun. Glücklich scheint er jedoch nicht mit ihm gewesen zu sein, da er dessen Bruder Theophilus Lessing mit den Worten begrüßte  „Sei fleißig, aber nicht so naseweis wie dein Bruder“. 1751 wurde er Rektor des berühmten Gymnasiums. Bekannt geworden ist er vor allem durch seine 1740 herausgegebene  Gedichtsammlung, die vermutlich die erste deutsche Auswahl für höhere Schulen überhaupt darstellte.

## Werkauswahl
- De constitutione Legionis Commentatio. Frankenhausen 1734
- Carmina scholastica; accedit Lutheri vita scholastica. Frankenhausen 1734
- Abhandlung über die Stelle Matth. 12, 40. Wittenberg 1737
- Edle Früchte Teutscher Poeten, nach gefundem Geschmack berühmter Kenner für die lehrbegierige Schuljugend ausgedient. Meißen 1740
- Delectus Carminum Horatii. Meißen 1741
- Augusta numismata fide numorum, sigillorum, Historicorum, Chronologorum, Criticorumque sic recusa, ut sua cuiusque Romani Imperatoris sacies accurate exprimatur, et vita breviter narretur. Meißen 1744
- Sophoclis Aiax, cum scholiis, tam antiquis, quam novis et translatione soluta metris ac revincta, atque indicibus rerum verborumque editus. Wittenberg 1747, Editio secunda. Leipzig 1766
- Progr. de Dan. Menii vita. Meißen 1752
- Progr. de Rectorum Afranei filiis, quorum vocibus templa et scholae personarunt. Meißen 1754
- Progr. triseculi fenex Misnici plagii memoria. Meißen 1755
- Progr. de vita Christoph. Henr. Winckleri. Meißen 1755
- Progr. de Romanorum Rege Ferdinando, pacis Augustanae conciliatore. Meißen 1755
- Progr. delectus discipulorum a Spiritu S. ductorum in Afraneo. Meißen 1756
- Progr. donata   Bibliothecae  Afranae Biblia Latina. Meißen 1756
- Vitae Pontificum maximorum a  Petro ad Benedictum, cum scholiis. Wittenberg 1756
- Progr. de facili transitu cameli per foramen acus, ad Matth. 19, 24. Meißen 1757
- Progr. douatus  Afranao  bibliothecae Sallustius. Meißen 1758
- Progr. Series Cantorum Afranorum. Meißen 1758
- Progr. de Gideone typo Christi. Meißen 1769